# フェリシティの青春
『フェリシティの青春』（Felicity）は、アメリカ合衆国で放送されたテレビドラマ。1998年9月から2002年5月まで放送された。1999年にケリー・ラッセルがゴールデングローブ賞主演女優賞（テレビシリーズ部門）を受賞している。
日本ではWOWOWとスーパー!ドラマTVで放送された。

## 解説
憧れの人に近づくために同じ大学に入学した女子大生の恋と青春を描いたテレビドラマ。

## スタッフ
- 製作：ミシェル・デシャンプス、アンソニー・サンタ・クロス、ローレンス・トリリング、サラ・キャプラン
- 製作総指揮：J・J・エイブラムス、ブライアン・グレイザー、ロン・ハワード、トニー・クランツ、マット・リーヴス、ジョン・アイゼンドレイス
- 企画：J・J・エイブラムス、マット・リーヴス

## 登場人物
フェリシティ・ポーター
ケリー・ラッセル（吹き替え：小林さやか）
本作の主人公。
ベン・コヴィントン
スコット・スピードマン（三木眞一郎）
フェリシティのあこがれの人。
ノエル・クレーン
スコット・フォーリー（置鮎龍太郎）
フェリシティの元彼。
ジュリー・エムリック
エイミー・ジョー・ジョンソン（三石琴乃）
エレナ・タイラー
タンジ・ミラー（湯屋敦子）
ミーガン
アマンダ・フォアマン（服部幸子）
ショーン
グレッグ・グランバーグ
ハビエ
イアン・ゴメス

ドナルド・フェイソン
ルビー
エイミー・スマート（金月真美）
ノエルの現在の恋人。シーズン2で妊娠が発覚する。

サラ＝ジェーン・ポッツ
サリー
ジャニーン・ガロファロー（小山茉美）※声のみの出演

### ゲスト出演
- ジェニファー・ガーナー
- ジェーン・カツマレク
- クリス・サランドン
- ブラッドリー・ウィットフォード
- サリー・カークランド
- テリー・ポロ
- ケヴィン・ワイズマン
- タイラ・バンクス
- リサ・エデルスタイン
- ビッティ・シュラム
- エディ・ケイヒル
- デレク・リチャードソン
- ジョン・チョー
- ナンシー・レネハン
- ジェーン・リンチ
- ケイコ･アジェナ
- マリッサ・リビシ
- サラ・ジェーン・モリス
- ロバート・パトリック・ベネディクト
- マイケル・ペーニャ
- ロバート・クレンデニン